# Essingen (Württemberg)
Essingen ist eine Gemeinde in Baden-Württemberg und befindet sich im Ostalbkreis am westlichen Rand der Kreisstadt Aalen.

## Geografie

### Geografische Lage

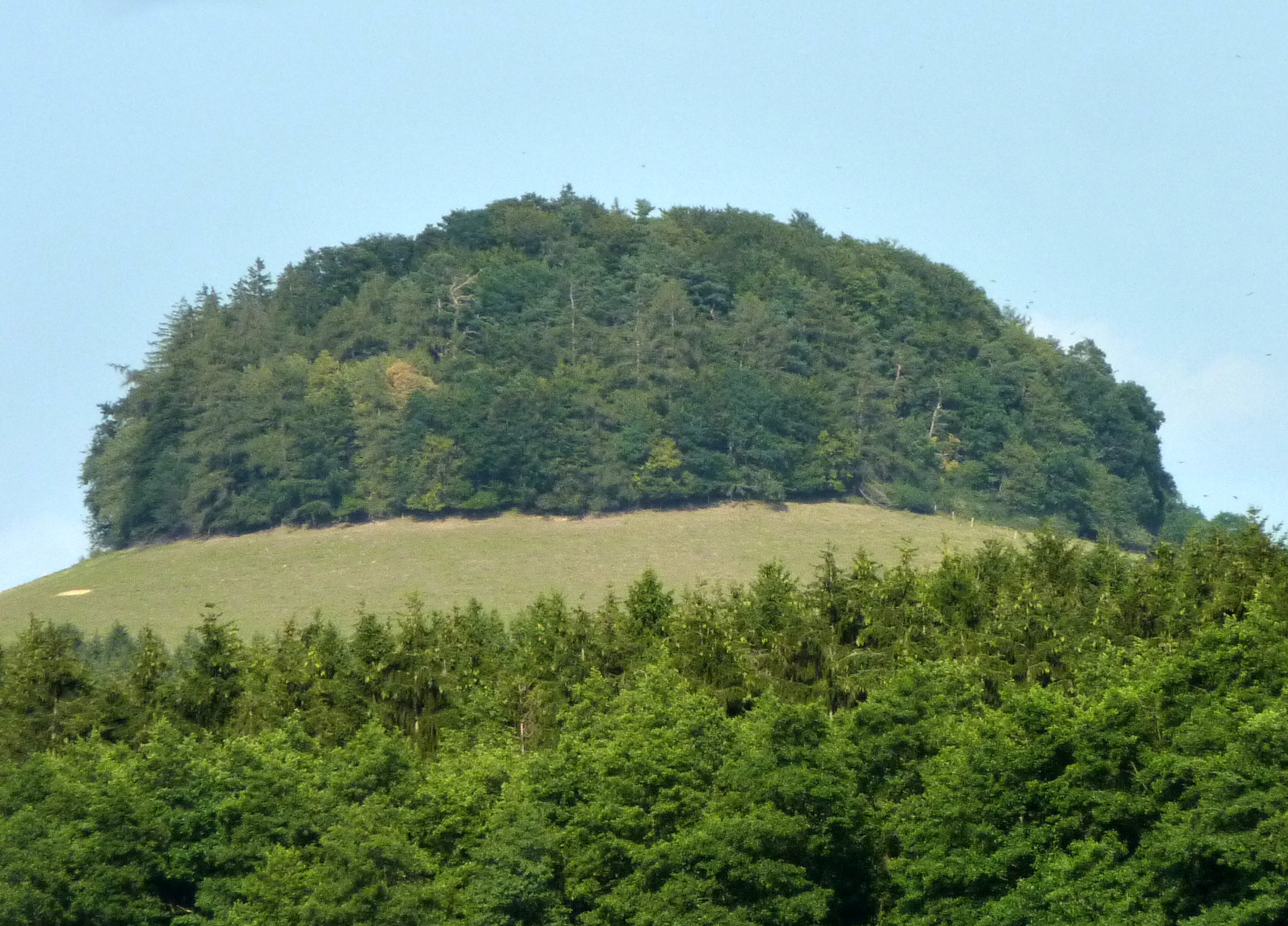
Kolbenberg (552 m) im Norden von Essingen, fotografiert von Westen

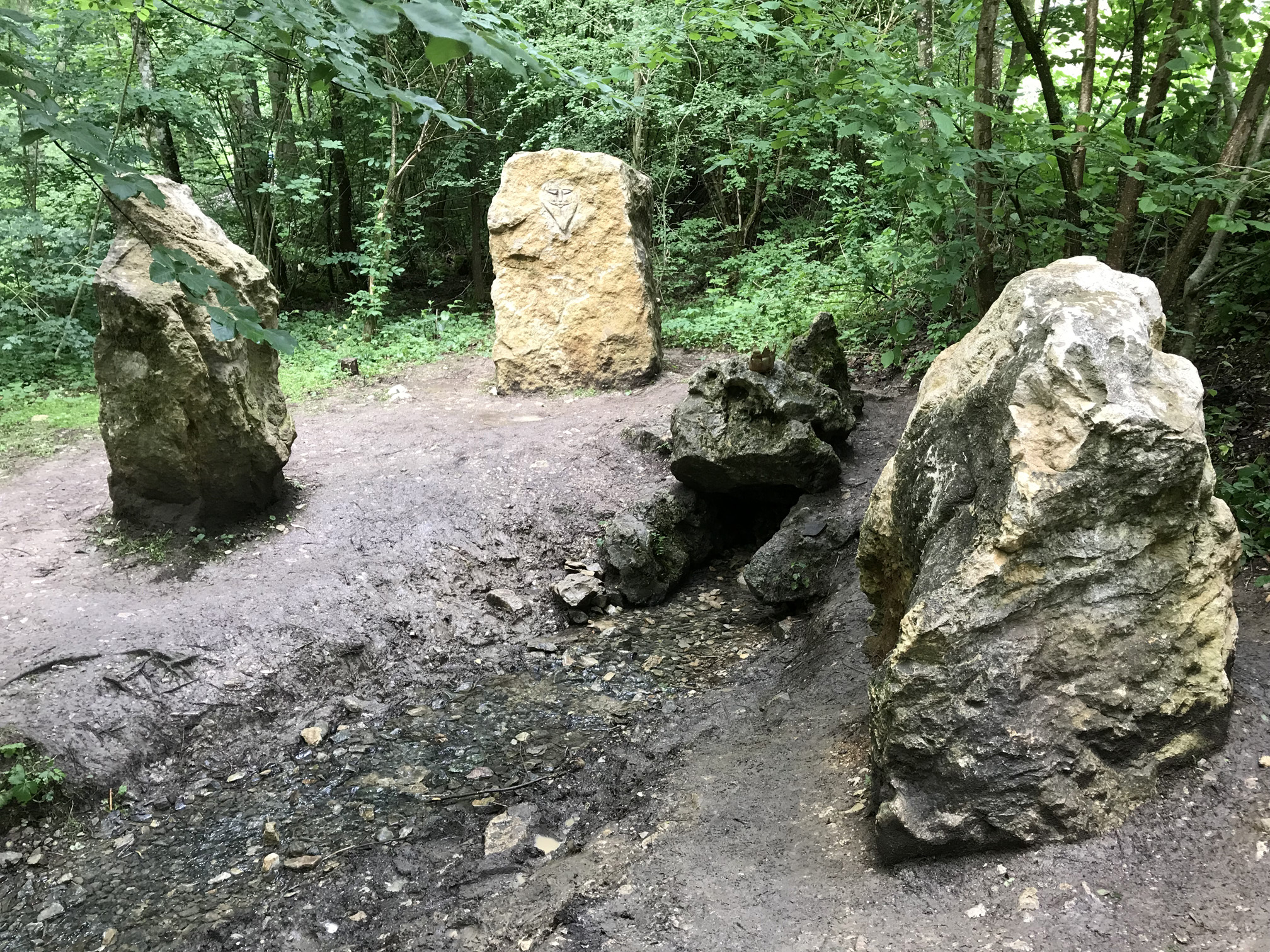
Remsursprung

Essingen liegt im Nordosten der Schwäbischen Alb in 465 bis 755 Meter Höhe. Der Hauptort liegt im Remstal am Albtrauf. Große Teile des Gemeindegebietes, darunter der Teilort Lauterburg, liegen auf dem Albuch.
Im Norden erhebt sich der markante Kolbenberg. Im Süden des Gemeindegebiets entspringt die Rems.

### Nachbargemeinden
Die Gemeinde grenzt im Norden und Osten an die Kreisstadt Aalen, im Südosten an die Stadt Oberkochen, im Süden an Königsbronn und Steinheim am Albuch, beide im Landkreis Heidenheim, im Südwesten an Bartholomä und im Westen an die Stadt Heubach und Mögglingen.

### Gemeindegliederung
Zur Gemeinde Essingen mit der ehemals selbstständigen Gemeinde Lauterburg gehören 22 Dörfer, Weiler, Höfe und Häuser.
Zur Gemeinde Essingen im Gebietsstand von 1970 gehören das Dorf Essingen, die Weiler Birkenteich, Forst und Hermannsfeld, Schloss und Gehöft Hohenroden, die Höfe Birkhof, Blümle, Dauerwang, Lauchkling, Lix, Oberkolbenhof, Ölmühle, Schelhoppen, Schnaitberg, Sixenhof, Tauchenweiler, Teußenberg, Unterkolbenhof, Zollhaus und Zollhof sowie die abgegangenen Ortschaften Dörrhaus, Streichhof, Prennhof, Schönburr, Albstetten, Schwarzweiler, Wetigsweiler, Falkenberg (?), Schwägelhof und Baierhof.
Zur ehemaligen Gemeinde Lauterburg gehört das Dorf Lauterburg.

### Flächenaufteilung
Nach Daten des Statistischen Landesamtes, Stand 2014.

## Geschichte

### Mittelalter
Urkundlich erwähnt wurde der Name der Gemeinde erstmals um 1090 bei einer Schenkung des Grafen Werner von Grüningen an das Kloster Hirsau. Der heutige Ortsteil Lauterburg wurde erstmals 1128 urkundlich erwähnt. 1215 fiel Essingen an die Staufer. Lauterburg kam 1276, Essingen spätestens 1345 an die Grafen von Oettingen. Bereits 1358 kam das Gebiet an die Württemberger, die es aber bereits 1410 an die Freiherren von Woellwarth verpfändeten und 1479 als Lehen überließen.

### Neuzeit
Im 16. Jahrhundert erwarben die beim Ritterkanton Kocher immatrikulierten Freiherren von Woellwarth nach und nach auch die Güter anderer Grundherren am Ort und erlangten 1542 die Hohe Gerichtsbarkeit und 1548 die Zollhoheit. 1697 kauften die Grafen von Degenfeld den Freiherren von Woellwarth einen Teil von Essingen ab.
Im Rahmen der Rheinbundakte ging das Gebiet 1806 dann an das Königreich Württemberg und wurde dem Oberamt Aalen zugeordnet. Nachdem Lauterburg zunächst zur Gemeinde Essingen gehört hatte, bildete es seit 1820 eine eigenständige Gemeinde.
Bei der Kreisreform während der NS-Zeit in Württemberg gelangte Essingen 1938 zum Landkreis Aalen. 1945 wurde der Ort Teil der Amerikanischen Besatzungszone und gehörte somit zum neu gegründeten Land Württemberg-Baden, das 1952 im jetzigen Bundesland Baden-Württemberg aufging. Im Zuge der Kreisreform in Baden-Württemberg kam die Gemeinde 1973 zum neuen Ostalbkreis.
Am 1. Dezember 1971 wurde die bis dahin selbstständige Gemeinde Lauterburg eingemeindet.

## Religionen
Die Freiherren von Woellwarth führten nach 1555 die Reformation ein. Seither ist Essingen vorwiegend evangelisch geprägt. Heute gibt es jedoch auch wieder eine römisch-katholische Kirche und außerdem eine neuapostolische Gemeinde.

## Politik

### Gemeinderat
Dem Gemeinderat gehören derzeit 24 Mitglieder an, deren Amtszeit fünf Jahre beträgt. Die letzte Wahl fand bei den baden-württembergischen Kommunalwahlen am 9. Juni 2024 statt. Die Wahlbeteiligung betrug 70,0 Prozent. Die Wahl führte zu folgendem Ergebnis (mit Veränderungen zur vorletzten Wahl 2019):
| Partei/Liste              | Stimmenanteil | +/− %p | Sitze | +/− |
| ------------------------- | ------------- | ------ | ----- | --- |
| Freie Wählervereinigung   | 38,7 %        | −11,3  | 9     | ±0  |
| CDU/Freie Bürger Essingen | 33,5 %        | −2,0   | 8     | +2  |
| SPD                       | 11,1 %        | −3,4   | 3     | ±0  |
| Grüne                     | 16,7 %        | +16,7  | 4     | +4  |

1. ↑  2019 nicht angetreten.

### Bürgermeister
Seit 1997 ist Wolfgang Hofer (* 1963) Bürgermeister von Essingen. Zuletzt wurde er am 14. März 2021 mit über 90 Prozent in eine vierte Amtszeit gewählt.

### Verwaltungsgemeinschaft
Die Gemeinde ist Mitglied der Vereinbarten Verwaltungsgemeinschaft der Stadt Aalen.

### Wappen
| Wappen der Gemeinde Essingen (Württemberg) | Blasonierung: „In Gold (Gelb) der oberhalb runde schwarze Rahmen einer Esse, auf deren Rost eine rote Flamme lodert.“ |
| Wappen der Gemeinde Essingen (Württemberg) | Wappenbegründung: Das im Sinne der Volksetymologie redende Wappen zeigt eine Esse als Namenshinweis auf die Gemeinde. Die Esse ist erstmals 1646 auf einem Siegel des Marktes Essingen abgebildet. Die Gemeinde nahm 1930 eine naturalistische Darstellung der Esse aus diesem historischen Siegelbild in seine Dienststempel auf, während die Archivdirektion Stuttgart die württembergischen Farben Schwarz und Gold als Wappenfarben der Gemeinde vorschlug. 1948 wurde die Darstellung angepasst. Am 12. März 1979 wurden der Gemeinde vom Landratsamt Ostalbkreis das heute gültige Wappen und die Flagge verliehen. Die Gemeindeflagge ist Rot-Gelb. |

|  | 00Banner: „Das Banner ist rot-gelb gespalten mit dem aufgelegten Wappen oberhalb der Mitte.“ |

## Kultur und Sehenswürdigkeiten

### Bauwerke
- Evangelische Quirinuskirche – spätgotische Saalkirche (Errichtung des Kirchenschiffs von 1512 bis 1517) mit 3/8 Chor. Mittelalterlicher Wehrturm aus dem 13. Jahrhundert.[14]
- Marienkapelle mit spätgotischen Wandmalereien[15]
- Das Schloss Essingen (erbaut um 1555 durch Hans Konrad von Woellwarth-Lauterburg) liegt in der Ortsmitte Essingens. Das eingetragene Kulturdenkmal war Herrschaftssitz der Freiherren von Woellwarth-Lauterburg und ist in Privatbesitz. Der Schlosspark ist öffentlich zugänglich.

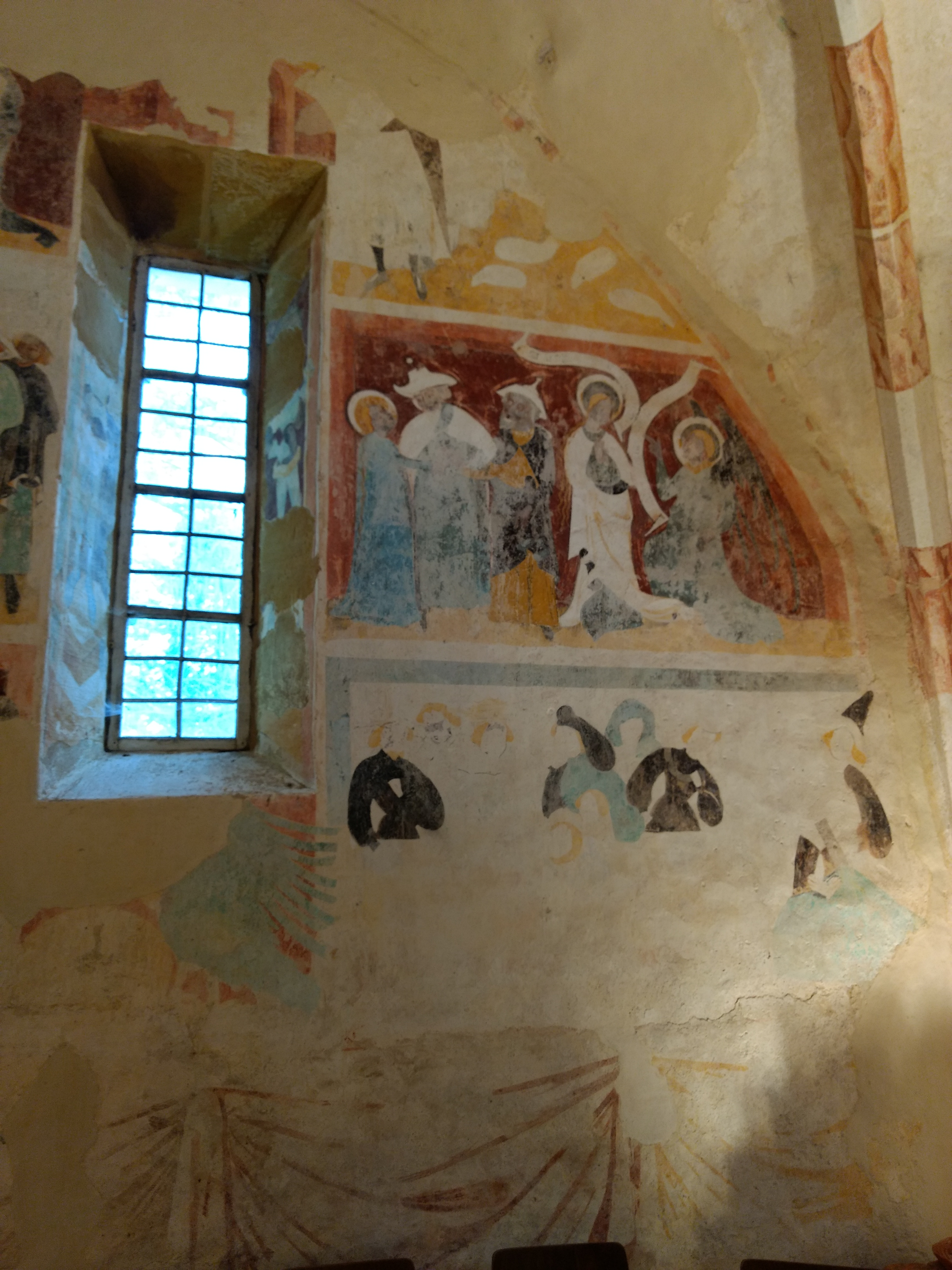
Wandmalereien in der Marienkapelle
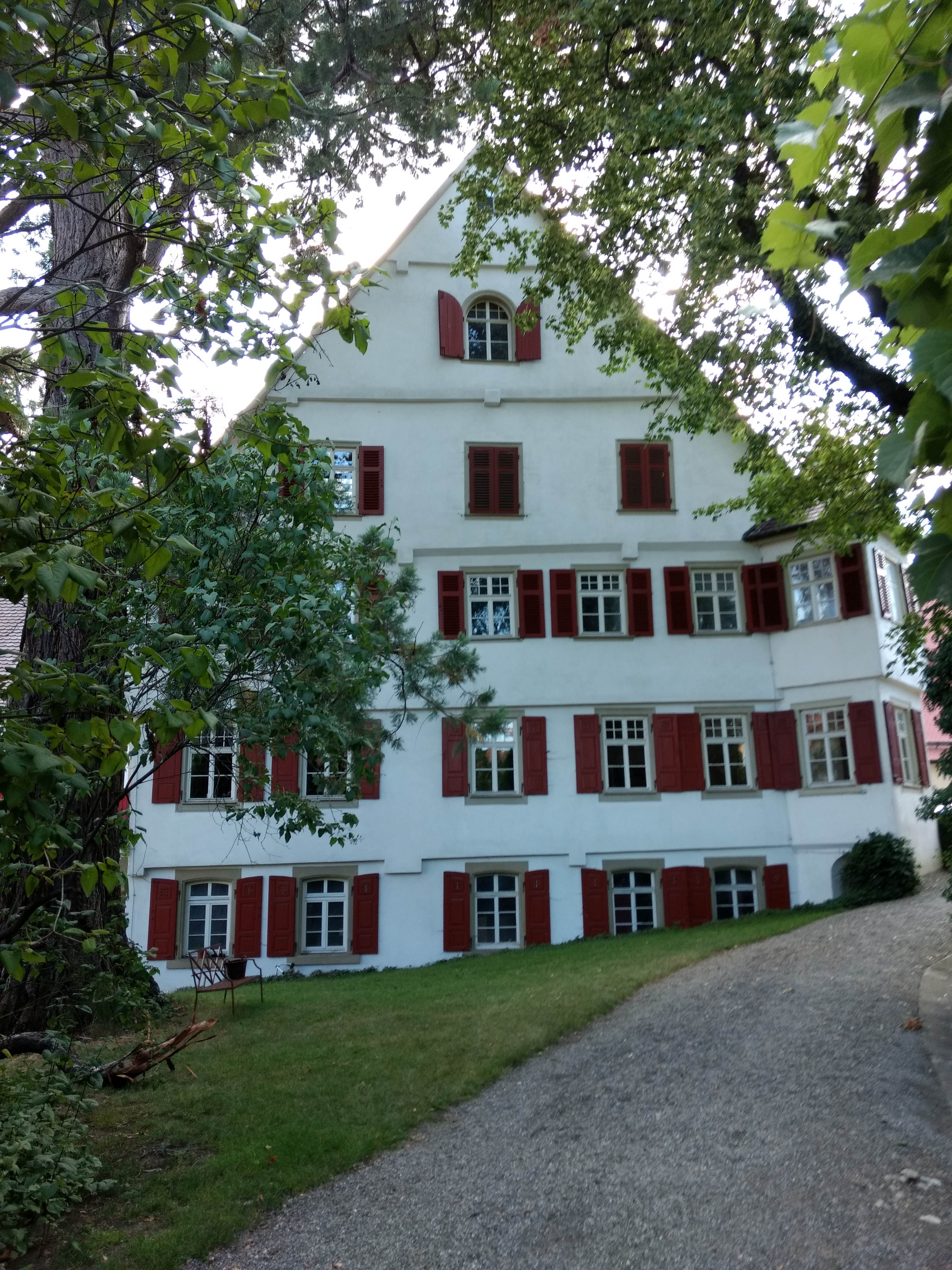
Schloss Essingen
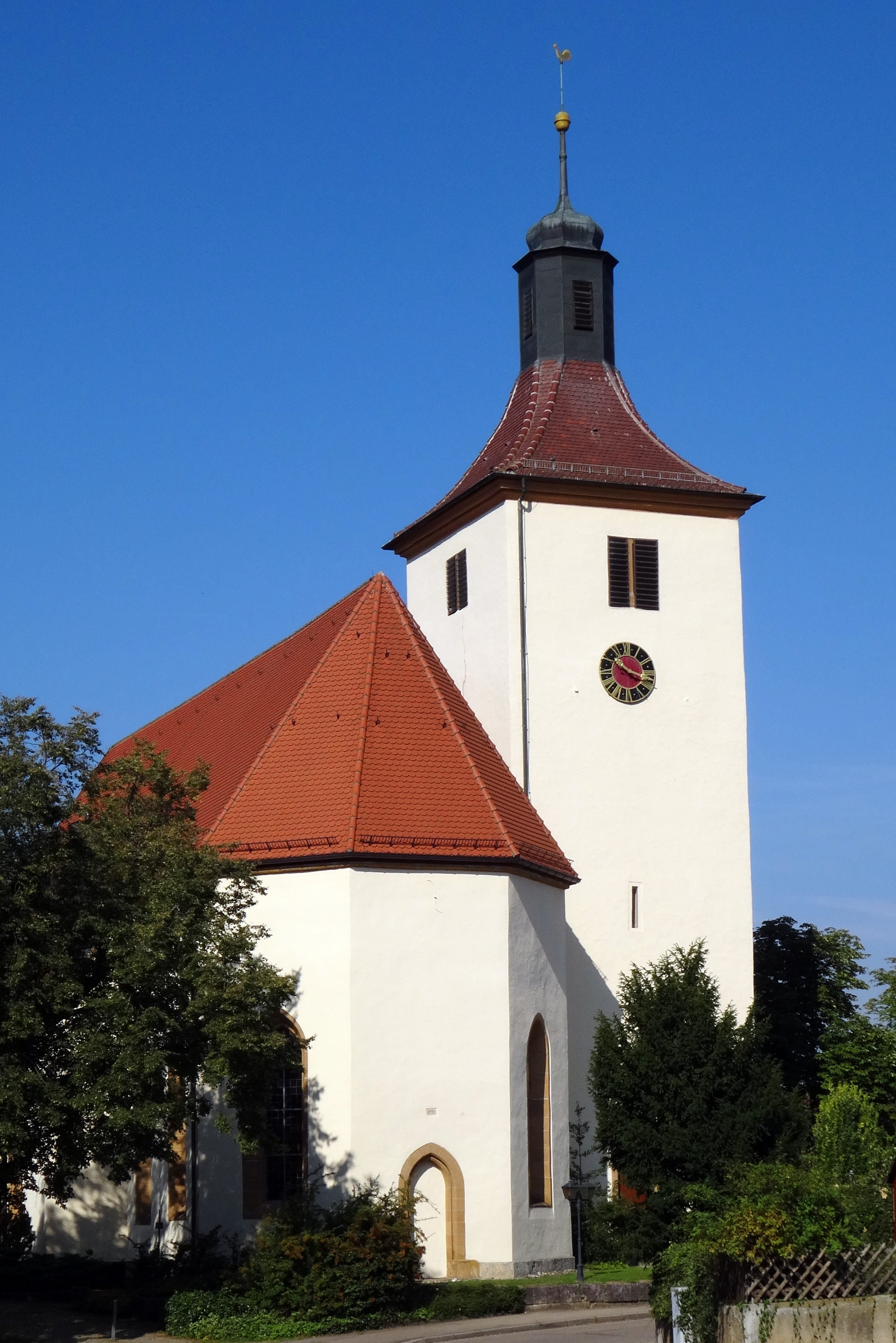
Evangelische Quirinuskirche

### Remstal-Gartenschau 2019

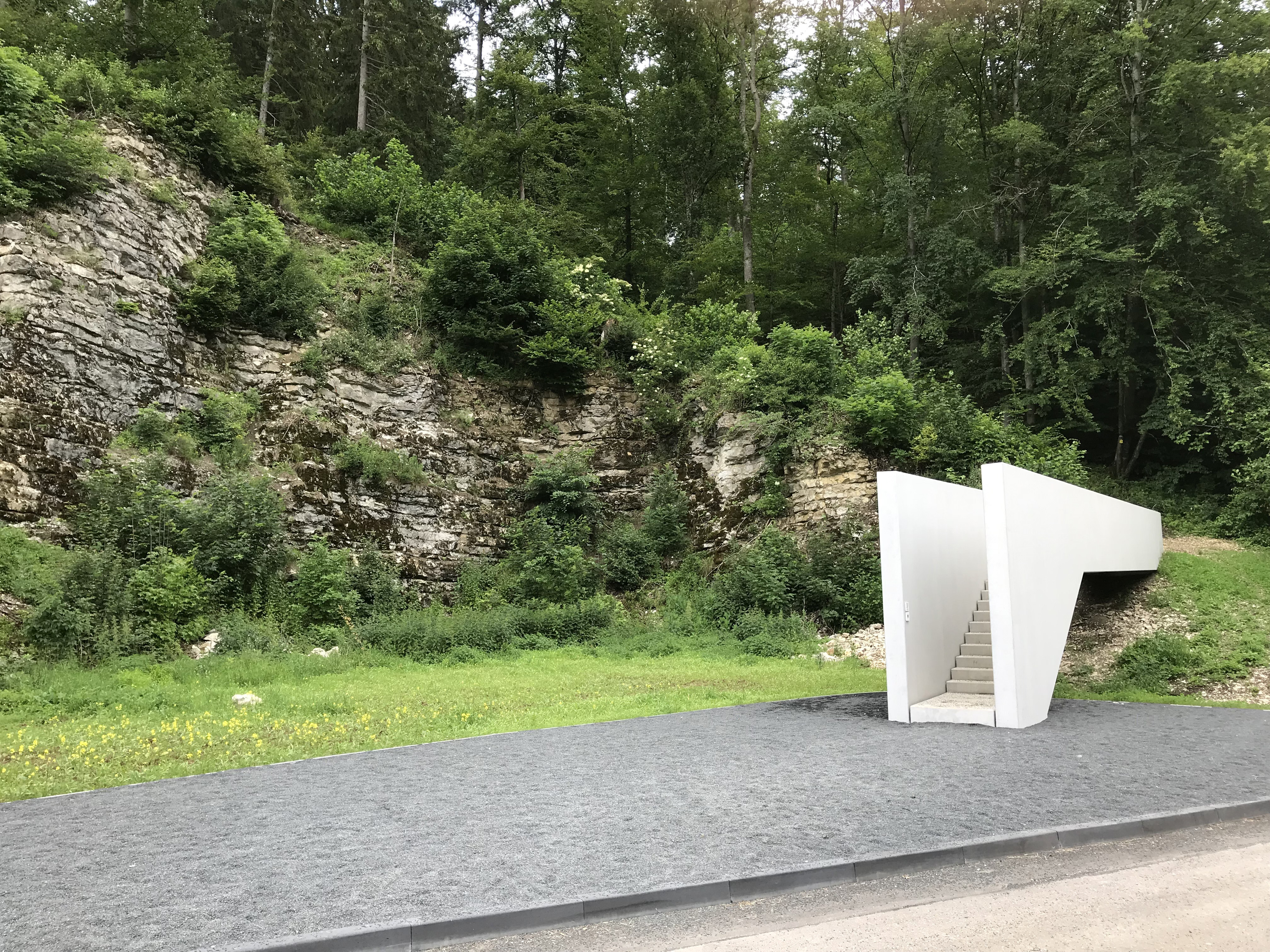
„Markante Treppe“ im alten Steinbruch beim Remsursprung

Vom 10. Mai bis 20. Oktober 2019 fand im Remstal ein Grünprojekt des Landes Baden-Württemberg statt, an dem sich auch Essingen beteiligt. Diese Remstal Gartenschau 2019 gehört zu den „kleinen“ Gartenschauen, die sich jährlich mit den Landesgartenschauen abwechseln.
In diesem Zusammenhang wurden der Schlosspark mit einem neuen Schlossteich aufgewertet und westlich des Parks die „Remsterrassen“ geschaffen. Das Umfeld des Remsursprungs wurde neu gestaltet. An den „16 Stationen“, dem Architekturprojekt der Gartenschau, beteiligte sich Essingen mit der  „Markanten Treppe“ im alten Steinbruch gegenüber der Remsquelle, über die man zu einem Wanderweg gelangt.

### Regelmäßige Veranstaltungen
Seit dem 15. Jahrhundert findet der Essinger Ostermarkt statt.

### Vereine
Die Ortsgruppe Essingen des Schwäbischen Albvereins wurde im Jahr 2000 mit der Eichendorff-Plakette ausgezeichnet.

### Naturdenkmale
→ Liste der Naturdenkmale in Essingen
Eine weitere Sehenswürdigkeit ist das Naturschutzgebiet Weiherwiesen bei Tauchenweiler mit seinen beiden Moorseen und der vielfältigen Flora und Fauna.

## Wirtschaft und Infrastruktur

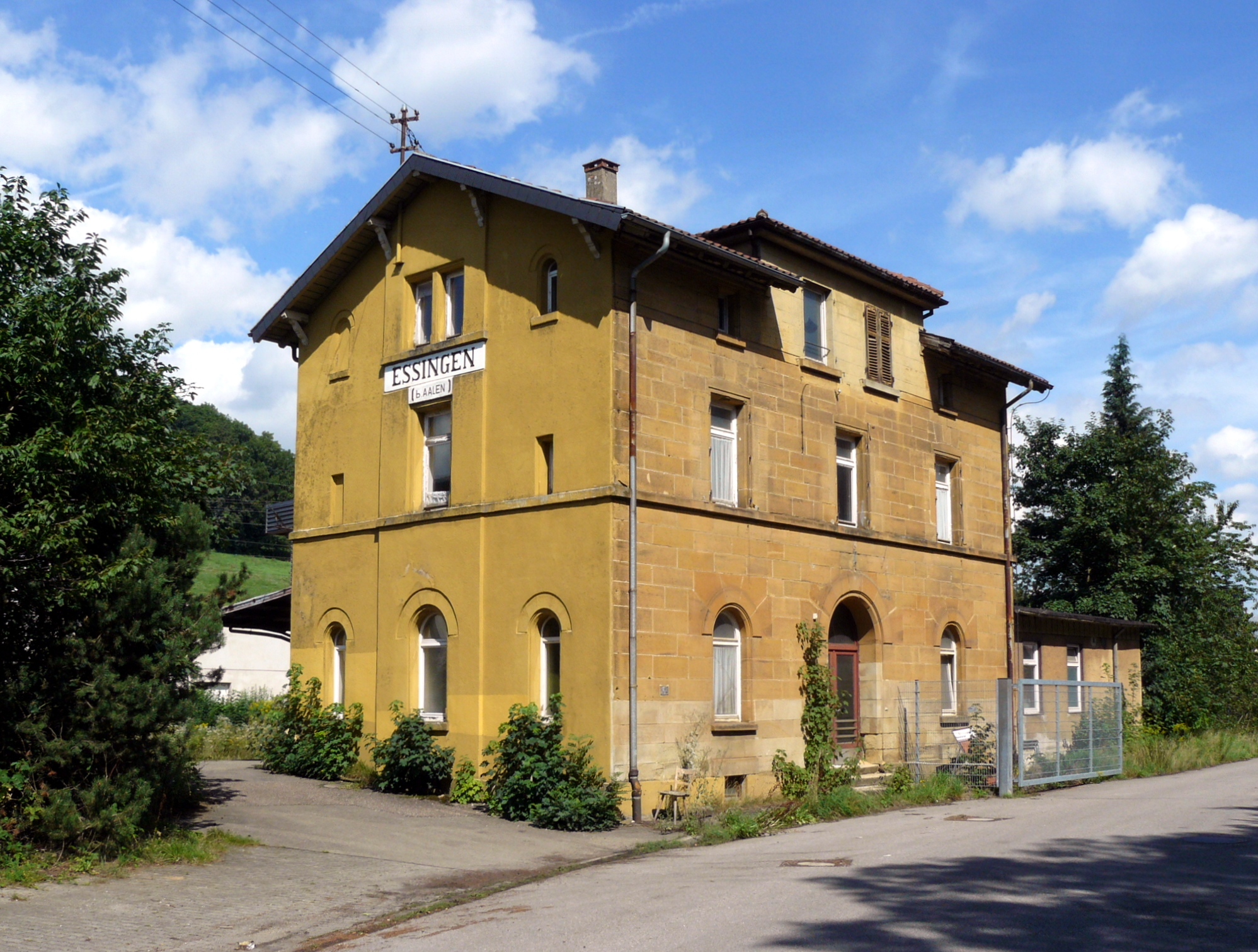
Der Bahnhof Essingen

### Verkehr

#### Fernstraßen
Essingen ist durch die Bundesstraße 29 (Waiblingen–Nördlingen) an das überregionale Straßennetz angebunden. Der nächste Autobahnanschluss ist die Anschlussstelle 115 (Aalen/Oberkochen) der Bundesautobahn 7 in ca. 17 km Entfernung über die B 29 Richtung Aalen und die L 1084.

#### Bahn- und Busverkehr
An der Remsbahn, 600 Meter nördlich des Siedlungsgebietes, liegt der Bahnhof Essingen. Dort hielt am 28. Mai 1989 der letzte Personenzug, Güterzüge bedienen allerdings weiterhin täglich das dort ansässige Schrottverwertungsunternehmen Scholz sowie einen im Eigentum von Scholz befindlichen Umschlagbahnhof. Eine Reaktivierung des Bahnhofs für den Personenverkehr ist geplant. Direkt östlich des Empfangsgebäudes wurde 2018 bis 2019 ein Betriebshof der Arverio Deutschland (ehemals: Go-Ahead Deutschland) errichtet, in dem die Triebzüge der Gesellschaft gewartet werden. Er wurde 2019 in Betrieb genommen.
Der nächste Bahnhof mit Personenverkehr ist der Bahnhof Aalen in einer Entfernung von ca. 7 km. Hier verkehren IC der Linie 61 (Karlsruhe – Nürnberg) und Regionalzüge nach Ulm, Stuttgart, Crailsheim und Donauwörth.
Die Buslinien des öffentlichen Personennahverkehrs können zu Tarifen der Verkehrskooperationen OstalbMobil wie auch zu den eigenen Tarifen des jeweiligen Verkehrsunternehmens benutzt werden.

#### Radverkehr
Durch eine Alltagsroute aus dem Radnetz Baden-Württemberg ist Essingen über Mögglingen und Böbingen mit Schwäbisch Gmünd und in der anderen Richtung mit Aalen verbunden.
Durch Essingen verläuft als Landes-Radfernweg der Remstal-Radweg. Er führt ab Aalen über Essingen und Schwäbisch Gmünd zur Mündung der Rems in den Neckar in Remseck und von dort weiter durch Fellbach und Kernen im Remstal nach Weinstadt.
Durch den Ort führt außerdem der Deutsche Limes-Radweg. Er folgt dem Obergermanisch-Raetischen Limes über 818 km von Bad Hönningen am Rhein nach Regensburg an der Donau.
Der Schwäbische-Alb-Radweg vom Bodensee nach Donauwörth verlief früher ebenfalls durch Essingen, die Route wurde aber unter anderem zwischen Lauterstein und Bopfingen verlegt.

### Ansässige Unternehmen
Essingen ist Sitz der Scholz Holding, eines Schrott-Recycling-Konzerns, der weltweit über 6.000 Mitarbeiter beschäftigt.

### Bildung
Mit der Parkschule verfügt Essingen über eine Grund- und Hauptschule mit Werkrealschule, die zum Schuljahr 2012/13 in eine Gemeinschaftsschule umgewandelt wurde. Daneben gibt es zwei kommunale, zwei evangelische und einen römisch-katholischen Kindergarten.

### Energie
In Essingen gibt es seit 2006 südöstlich von Lauterburg einen Windpark, der aus 5 Windkraftanlagen vom Typ REPower MM92 mit 100 Meter Nabenhöhe und 92 Meter Rotordurchmesser besteht.

## Persönlichkeiten

### Söhne der Gemeinde
- Johann Caspar Sahlfelder (1782–1860), Generalstabsarzt im Königreich Sachsen
- Karl Wolfgang Christoph Schüz (1811–1875), Staatswissenschaftler
- Balthas Bäuerle (1812–1891), Schultheiß in Essingen und Landtagsabgeordneter 1845–1848[26]
- Theodor Arnold (1824–1909), geboren in Lauterburg, Oberamtmann
- Georg von Wöllwarth-Lauterburg (1836–1919), Rittergutsbesitzer, Landtags- und Reichstagsabgeordneter
- August von Wöllwarth-Lauterburg (1845–1908), württembergischer Generalmajor und Oberhofmarschall
- Hermann Plock (1858–1920), Maler
- Hans Hermann Walz (1914–1998), Theologe, Generalsekretär des Deutschen Evangelischen Kirchentages, Ehemann von Hanna Walz
- Friedrich Kümmel (1933–2021), Philosoph und Pädagoge

### Personen in Verbindung mit Essingen
- Uwe Bialon (* 1963), Profi-Fußballer, DFB Junioren-Nationalspieler

## Brauchtum

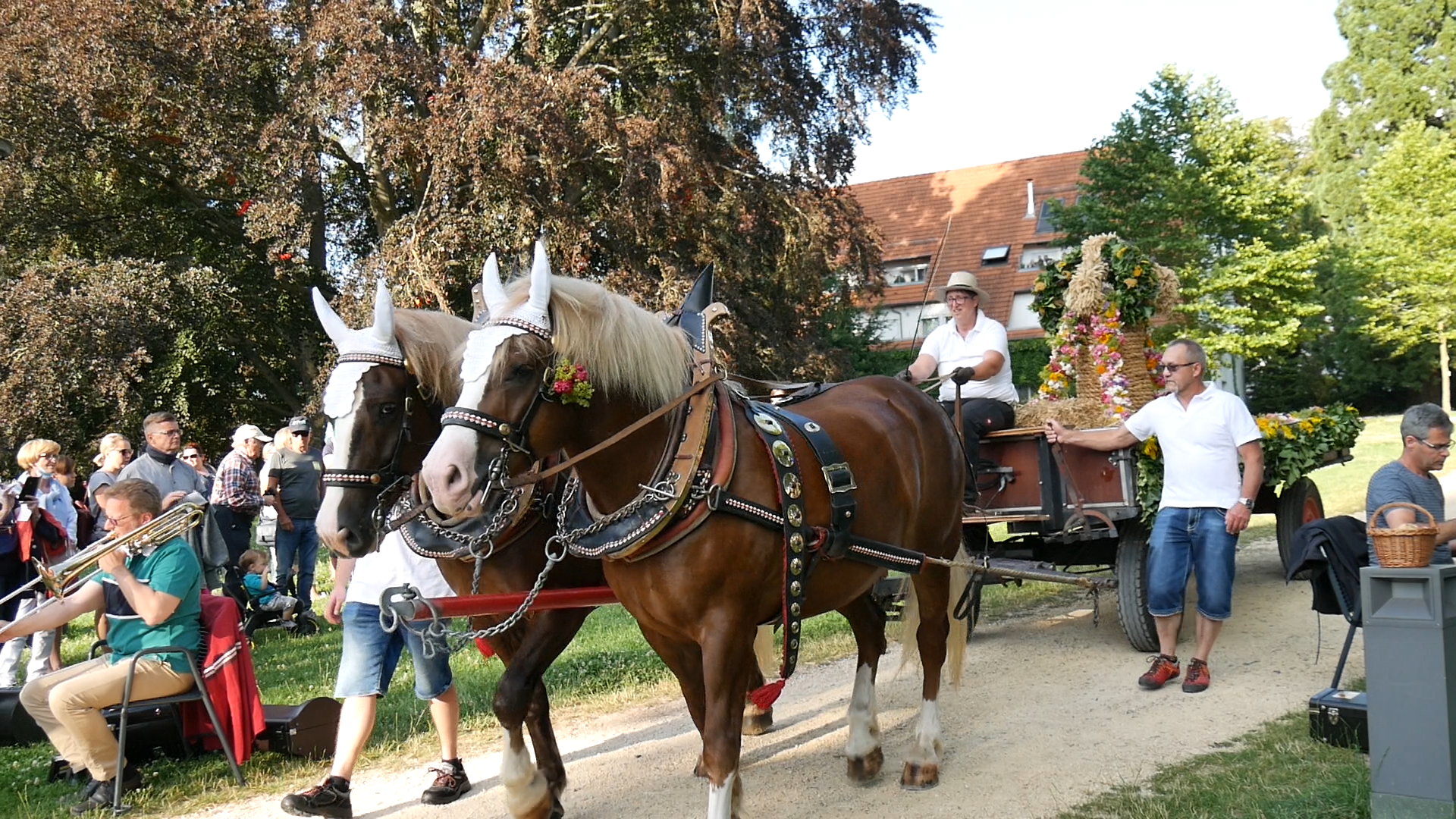
Einholung des ersten Erntewagens im Essinger Schlosspark

Jedes Jahr zu Beginn der Erntezeit im Juli wird ein geschmückter Garbenwagen mit den ersten Garben im festlichen Geleit von Kindern und unter Glockengeläut von Pferden zur Kirche am Marktplatz gezogen. Dieser Brauch geht auf das Jahr 1817 zurück. Nach den Hungerjahren in der ersten Hälfte des 19. Jahrhunderts wurde beschlossen, den ersten Erntewagen feierlich zur Kirche zu geleiten.